# Книга на пророк Авакума
Книга на пророк Авакума е книга от Стария завет на Библията, осмата от книгите на 12-те малки пророци в Библията.
Книгата на Авакум е книга от Танаха (Стария Завет) и стои на осмо място в раздела известен като 12-те малки пророци в Масората и гръцките текстове. В списъка на масорите той следва Наум и предхожда Софония, които се считат за негови съвременници. Книгата се състои от три глави и книгата е добре разделена на три различни жанра:
- Диалог между Бог и Авакум
- Пророчество за беда
- Псалм

От общо трите глави в книгата, две от тях представляват диалог между Бог и пророк Авакум. Изразът „праведният чрез вярата си ще бъде жив“ (2:4) играе голяма роля в християнската философия. Използвано е в Послание до римляните, Послание до галатяните и Послание до евреите като основен концепт на вярата. Глава 3 може да се приеме като самостоятелно допълнение, признато за богослужебно произведение, но вероятно е написано от същия автор като глави 1 и 2.

## Исторически контекст
Не е напълно ясно кога е живял и творил Авакум, но споменаването в книгата на издигането и падането на Нововавилонското царство го поставя в средата или края на 7 век пр.н.е. Един от възможните периоди е царуването на Иоаким от 609 до 598 г. пр.н.е. Мотивите за тази дата са, че по време на неговото управление Нововавилонското царство на халдеите нараства значително. Вавилонците тръгват срещу Йерусалим през 598 г. пр.н.е. Иоаким умира, докато вавилонците маршируват към Йерусалим, а осемнадесетгодишният син на Иоаким – Иоахин заема престола. След пристигането на вавилонците Иоахин и неговите съветници предават Йерусалим след кратко време. Със смяната на владетелите и младата възраст и неопитност на Иоахин, те не са в състояние да се противопоставят на халдейските сили.
Първият стих от книгата показва авторството на Авакум, но на практика нищо не се знае за самия Авакум. Въз основа на литургичния характер на книгата, особено на третата глава, може да се предположи, че Авакум е можел да бъде храмов пророк или левитски певец. Името му (Havakkuk) вероятно идва от иврит. („Hibuk“ – обятия)